# Präsentismus (Philosophie)
Der Präsentismus (engl. presentism, abgeleitet von der Zeitform Präsens, zu lat. praesens „gegenwärtig“) ist eine These innerhalb der philosophischen Disziplin der Ontologie, also jenem Teil der Philosophie, welcher die allgemeinen Strukturen der Realität beschreibt, und innerhalb der Ontologie der Philosophie der Zeit. Ein Präsentist vertritt, vereinfacht ausgedrückt, die These, dass nur gegenwärtige Objekte und Ereignisse existieren. Vergangenem und Zukünftigem kommt keine reale Existenz zu. Präsentisten müssen daher unter anderem erklären, wie die Rede von Vergangenem und Zukünftigem wahrheitsgemäß sein kann, ohne sich direkt auf existierende Gegenstände zu beziehen. Typischerweise wird erklärt, es handele sich dabei um Bezüge auf immer schon präsente, abstrakte Entitäten, also etwa Erinnerungen oder Pläne. Zu den gegenwärtigen Vertretern eines Präsentismus zählen u. a. Craig Bourne und Ned Markosian. Auch Quentin Smith vertrat den Präsentismus.
Gegenkonzepte sind der Possibilismus, wonach auch Vergangenes wirklich existiert, und die Theorie eines Blockuniversums, der zufolge alle Ereignisse existieren und Relationen von früher und später nur subjektiven Perspektiven geschuldet sind.